# Seznam nemških pesnikov
Seznam nemških pesnikov.

## A
- Ernst Moritz Arndt
- Hans Arp
- Arnfrid Astel
- Hartman von Aue
- Rose Ausländer

## B
- Ernst Bacmeister
- Hugo Ball (nemško-švicarski)
- Johannes R. Becher
- Gottfried Benn
- Werner Bergengruen
- F.W. Bernstein
- Wolf Biermann
- Heinrich Blücher
- Robert Blum
- Johannes Bobrowski
- Jörg Bong
- Valeri Brainin
- Stefan Brecht (nem.-amer.)
- Clemens Brentano
- Rolf Dieter Brinkmann
- Gottfried August Bürger
- Wilhelm Busch

## C
- Walter Calé
- Friedrich von Canitz
- Paul Celan
- Adelbert von Chamisso
- Matthias Claudius
- Karl Philipp Conz
- Peter Cornelius

## D
- Simon Dach
- Felix Dahn
- Theodor Däubler
- Richard Dehmel
- Annette von Droste-Hülshoff

## E
- Johann Peter Eckermann
- Dietrich Eckart?
- Hans Heinrich Ehrler
- Günter Eich
- Joseph Freiherr von Eichendorff
- Ludwig Eichrodt
- Gerrit Engelke
- Hans Magnus Enzensberger (1929–2022)
- Wolfram von Eschenbach
- Hermann Essig
- Hanns Heinz Ewers

## F
- Gerhard Falkner
- August Heinrich Hoffmann von Fallersleben
- Gustav Theodor Fechner
- Johann Georg Fischer
- Theodor Fontane
- Heinrich Frauenlob
- Ferdinand Freiligrath
- Erich Fried

## G
- Emanuel Geibel
- Christian Fürchtegott Gellert
- Stefan George
- Heinrich Wilhelm von Gerstenberg
- Johann Wilhelm Ludwig Gleim
- Johann Wolfgang von Goethe
- Yvan Goll
- Eugen Gomringer
- Matthias Göritz
- Günter Grass
- Hans Jakob Christoffel von Grimmelshausen
- Durs Grünbein
- Andreas Gryphius

## H
- Ulla Hahn
- Sylvia von Harden
- Ernst Hardt
- Georg Philipp Harsdörffer
- Julius Hart
- Otto Erich Hartleben
- Peter Härtling
- Walter Hasenclever
- Wilhelm Hauff
- Friedrich Hebbel
- Johann Peter Hebel
- Heinrich Heine
- Emmy Hennings (1885–1948)
- Johann Gottfried Herder
- Stephan Hermlin
- Georg Herwegh
- Georg Heym
- Wolfgang Hilbig
- Jakob van Hoddis
- Friedrich Hölderlin
- Karl von Holtei
- Ludwig Christoph Heinrich Hölty
- Carl Hülsenbeck
- Arno Holz
- Harald Holz
- Hrotsvitha
- Ricarda Huch
- Peter Huchel
- Richard Huelsenbeck

## I
- Kurt Ihlenfeld

## J
- Johann Georg Jacobi

## K
- Erich Kästner
- Hans Keilson (1909–2011) (nem.-nizoz.)
- Justinus Kerner
- Rainer Kirsch
- Sarah Kirsch
- Wulf Kirsten
- Ewald Christian von Kleist
- Thomas Kling
- Freidrich Gottlieb Klopstock
- Josef Kohler
- (Carl) Theodor Körner
- Arnold Krieger
- Karl Krolow (1915–1999)
- Michael Krüger
- Günter Kunert
- Reiner Kunze

## L
- Else Lasker-Schüler
- Josef Lauff
- Georg Christian Lehms
- Hans Leip
- Hans Leybold
- Detlev von Liliencron
- Till Lindemann
- Oskar Loerke
- Wolfram Lotz

## M
- Johann Samuel Magnus
- Dorothea Von Schlegel (rojena Brendel Mendelssohna)
- Agnes Miegel
- Alfred Mombert (1872-1942)
- Richard Mondt
- Christian Morgenstern
- Eduard Mörike
- Salomon Hermann Mosenthal
- Herrmann Mostar
- Erich Mühsam
- Herta Müller
- Börries von Münchhausen

## N
- Philipp Nicolai
- Notker
- Novalis

## O
- Mary Ocher
- Martin Opitz

## P
- Petrus Paganus
- Bert Papenfuß
- August von Platen
- Matthias Politycki
- Jakob Immanuel Pyra

## R
- Christa Reinig
- Johann von Rist
- Ralf Rothmann
- Ludwig Rubiner
- Friedrich Rückert

## S
- Hans Sachs  (čevljar, 16. stoletje)
- Nelly Sachs
- Adolf Friedrich von Schack
- Karl Friedrich Schäfer
- Joseph Victor von Scheffel
- August Wilhelm Schlegel
- Dorothea von Schlegel (rojena Brendel Mendelssohna)
- Johann Adolf Schlegel
- Johann Elias Schlegel
- (Karl Wilhelm) Friedrich Schlegel
- Reinhold Schneider
- Inge Schwenkner
- Kurt Schwitters
- Reinhard Sorge
- Der von Sounegge
- Friedrich Spee
- Ernst Stadler
- Hermann Stehr
- Karl Stieler
- Friedrich Leopold zu Stolberg-Stolberg
- August Stramm
- Gottfried von Straßburg

## T
- Bernhard Thiersch ?
- Ludwig Tieck

## U
- Ludwig Uhland
- Fritz von Unruh

## V
- Heinrich von Veldeke
- Walther von der Vogelweide
- Johann Heinrich Voss

## W
- Jan Wagner
- Georg Rudolf Weckherlin
- Erich Weinert
- Emil Rudolf Weiß
- Zacharias Werner
- Christoph Martin Wieland
- Ror Wolf

## Z
- Philipp von Zesen